# Koellikerella staurocephali
Koellikerella staurocephali is een soort in de taxonomische indeling van de Myzozoa, een stam van microscopische parasitaire dieren. Het organisme komt uit het geslacht Koellikerella en behoort tot de familie Lecudinidae. Koellikerella staurocephali werd in 1891 ontdekt door Mingazzini.